# Road Trips Full Show: Spectrum 11/5/79
Road Trips Full Show: Spectrum 11/5/79 je koncertní album skupiny Grateful Dead. Album vzniklo 5. listopadu 1979 ve Spectrum (Filadelfie, Pensylvánie). Album vyšlo v roce 2008 u Grateful Dead Records.

## Seznam skladeb
| Disk 1 | Disk 1                  | Disk 1                 | Disk 1 |
| Pořadí | Název                   | Autor                  | Délka  |
| ------ | ----------------------- | ---------------------- | ------ |
| 1.     | China Cat Sunflower     | Garcia, Hunter         | ?      |
| 2.     | I Know You Rider        | traditional            | ?      |
| 3.     | Cassidy                 | Weir, Barlow           | ?      |
| 4.     | Friend of the Devil     | Garcia, Dawson, Hunter | ?      |
| 5.     | El Paso                 | Robbins                | ?      |
| 6.     | Stagger Lee             | Garcia, Hunter         | ?      |
| 7.     | Passenger               | Lesh, Monk             | ?      |
| 8.     | Peggy-O                 | traditional            | ?      |
| 9.     | The Music Never Stopped | Weir, Barlow           | ?      |

| Disk 2 | Disk 2            | Disk 2                    | Disk 2 |
| Pořadí | Název             | Autor                     | Délka  |
| ------ | ----------------- | ------------------------- | ------ |
| 1.     | Althea            | Garcia, Hunter            | ?      |
| 2.     | Easy to Love You  | Mydland, Barlow           | ?      |
| 3.     | Eyes of the World | Garcia, Hunter            | ?      |
| 4.     | Estimated Prophet | Weir, Barlow              | ?      |
| 5.     | Franklin's Tower  | Garcia, Kreutzman, Hunter | ?      |

| Disk 3 | Disk 3                | Disk 3         | Disk 3 |
| Pořadí | Název                 | Autor          | Délka  |
| ------ | --------------------- | -------------- | ------ |
| 1.     | Space                 | Grateful Dead  | ?      |
| 2.     | Drums                 | Grateful Dead  | ?      |
| 3.     | Space                 | Grateful Dead  | ?      |
| 4.     | Lost Sailor           | Weir, Barlow   | ?      |
| 5.     | Saint of Circumstance | Weir, Barlow   | ?      |
| 6.     | Sugar Magnolia        | Weir, Hunter   | ?      |
| 7.     | Casey Jones           | Garcia, Hunter | ?      |

## Sestava
- Jerry Garcia – sólová kytara, zpěv
- Bob Weir – rytmická kytara, zpěv
- Phil Lesh – basová kytara
- Brent Mydland – klávesy, zpěv
- Bill Kreutzmann – bicí
- Mickey Hart – bicí